# McCarthy Road

La route vers McCarthy.

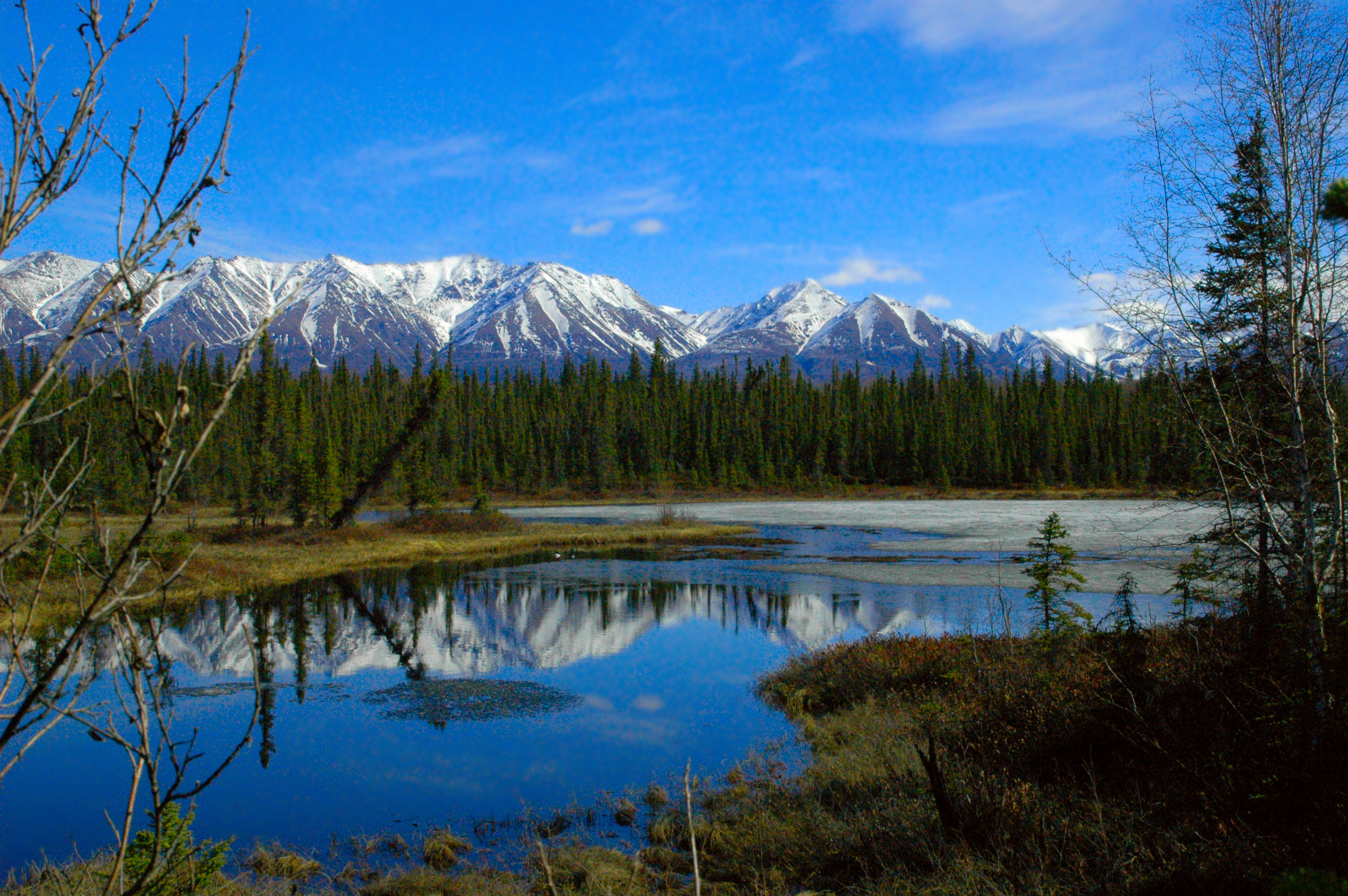
Le long de la route McCarthy.

La McCarthy Road (route McCarthy) est une route d'Alaska, aux États-Unis, qui part de Chitina, par l'Edgerton Highway, jusqu'aux abords de McCarthy. Cette route, non goudronnée, suit le trajet du chemin de fer de Copper River and Northwestern Railway. C'est une des routes qui mène au Parc national de Wrangell-St. Elias ; elle donne accès aux anciennes mines de Kennecott. Un pont piétonnier, construit en 1990 permet aux visiteurs de rejoindre la petite ville de McCarthy.
Cette route n'est pas entretenue l'hiver.